# 西川貴教のイエノミ!!
『西川貴教のイエノミ!!』（にしかわたかのりのイエノミ）は、ニコニコ生放送にて配信されていたインターネット番組。メインパーソナリティは西川貴教。
配信時間は何度か変更されており、第1回から第12回までは隔週月曜日の23時00分から24時00分、第13回から第37回までは23時00分から24時00分。
第38回以降はJST隔週木曜日の21時00分から22時00分、第80回からは、22時00分から23時00分の配信であった。
終了時間は厳密ではなく延長することも多い。また、本配信終了後にはプレミアム会員限定のコーナーが配信される。2014年4月よりプレミアム会員限定コーナーが廃止され、終了後にニコニコチャンネルにて『西川貴教のウラノミ!!』が配信されるシステムとなった。

## 概要
家主である西川が、自宅（という設定のセットを用いたスタジオ）にゲストを招き、土産を食べながら家飲み感覚でトークを繰り広げるという音楽バラエティ。ゲストは親しい友人という設定だが、回を重ねるにつれ、西川と元々の接点が薄いゲストも増えていった。ライセンスや武藤敬司など、ミュージシャン以外の人物も登場することがある。また、レギュラー側の設定も、3代目アシスタント以降は廃止されている。
相川七瀬が出演していた頃は、オープニングからゲストトークの途中までは、レギュラーでは西川のみが出演し、アシスタントは後半から出演していた。遠藤舞に交代して以降、アシスタントもオープニングから出演するようになった。
同番組では、配信回の表記を、他の番組で見られるような「第1回」というような表記ではなく、漢数字と「夜」を組み合わせた「第一夜」などと表記している。2012年、2013年はニコニコ超会議拡大版として同イベントのイベントステージから出張生配信を行い、2014年は配信開始3周年記念番組を配信、2015年の元日は東京都豊島区の法明寺と池袋P'PARCOから配信を行い、これらの配信の際は「特別夜」と表記された。
また2012年以降は、毎年イナズマロックフェスのバックステージから「出張版第～夜」として出張生配信を行っていた。
また第三十四夜はシンガポールから、第四十夜では東京ジョイポリスからの公開配信となり、第九十六夜では上田市交流文化芸術センターからの配信となった。
2017年9月16日に配信された「イナズマロックフェス2017出張版DAY1」が最終回となった。後継番組には『西川学園高等学校、略してN高!』が同年10月26日より2019年3月29日まで配信された。

## 出演者

### 最終レギュラー出演者
西川貴教（メインパーソナリティー）
愛称は「西川ちゃん」「兄貴」など。設定は「家主」。元々トークの内容に下ネタが多いが、本番組でもその傾向が強い。一方でtetsuyaやJなどの旧知の人物や、布袋寅泰などの大先輩がゲストの際には、かつてや今後の音楽業界について、真面目なトークが繰り広げられることもある。
また、筋肉トークとなると輪をかけて真面目になり、止まらなくなる。
光宗薫（6代目アシスタント）（第百三十二夜 - 第百四四夜、イナズマロックフェス2017イエノミ出張版DAY1）
西川曰く「まぁまぁ、やべえヤツ」。好物はビーフジャーキーで、アシスタント初日には西川にもビーフジャーキーを差し入れした。2017年2月現在の夢は大川栄策の「サーカスの唄」をアコーディオンで弾くこと。西川とは第百三十二夜で初対面。闇属性のレズビアンと呼ばれている。
西川からは胸がないことや「ザ・メンヘラ女」などと暴言を吐かれるが、他者から正面切っていじられることが生まれて初めてであり、短所が長所になったと感謝の意を示している。
「イナズマロックフェス2017出張版DAY1」ラストで9月いっぱいでの芸能活動休止を発表。出張版2日目も出演予定だったが、ライブ休止のためこの日が最後の出演となった。また同出張版1日目の配信が結果として番組の最終回となった。

### 過去のレギュラー出演者
相川七瀬（初代アシスタント）（第二夜 - 第十八夜）
第二夜から第十八夜まで出演（うち、第五夜・十二夜は欠席）。番組内ではユーザーから「姐さん」とコメントされることが多かった。設定は「隣のお姉さん」。第十八夜を持って、妊娠療養の為に降板。「初代アシスタント」は降板後に便宜上呼ばれるようになったもので、出演当時は「アシスタント」と呼ばれることはなく、「もう1人の出演者」という位置づけに近かった。
西川とは旧知の仲で、後のアシスタントと比べると年齢も近い為、西川が下ネタ等で暴走を始めると、元妻の吉村由美や交際中（当時）の菜々緒の話を仄めかし、黙らせるというパターンがよく見られた。
遠藤舞（2代目アシスタント）（第十九夜 - 第三十七夜）
第十九夜～第三十七夜まで出演（うち第三十六夜は病欠）。愛称は「まいぷる」。設定は「秘書」。オープニングから出演し進行を補佐する「アシスタント」としての役割は、実質遠藤以降からのもの。降板後の第四十夜・第七十夜には、ゲストとして出演。
現役のアイドルでありながら下ネタへの対応力が高く、特に初登場直後に「今日付けているブラジャーはワイヤーがないやつ」と発言したことから、以後キャッチフレーズとして「ワイヤー女子」が使われるようになった。
開始当初ではなく途中からの番組参加だったが、馴染むのが早かったこともあり、西川からは「最初からずっといるみたい」「この番組はまいぷるありき」「番組のマスコット」等と称されていた。
岩﨑名美（3代目アシスタント）（第三十八夜 - 第五十五夜）
第三十八夜〜第五十五夜まで出演。番組内での愛称「かもなみ」は、初登場時にAKB48の熱烈なファンである証明として、大量に購入した同一CDやグッズの写真を紹介した際、「完全にいいカモ」とネタされたことに由来している。AKB48以外にも基本的にアイドル好きであり、ゲストがアイドルの場合テンションが非常に高くなり、よく西川から突っ込まれる。
イエノミ!!アシスタント当時は16歳であり既存の配信時間の23時00分では出演出来なかった為、岩﨑の起用により、現在の配信時間に前倒しになった。しかし、それでも終了予定時間の22時00分には出演できなくなる為、数分前にチャイムの音とともに退場するシステムをとっていた。
イエノミ!!番外編inイナズマロックフェス2013の出張版初日では、マネージャーの手違いで遅刻している。その翌週に配信された第五十五夜を最後に降板したが、直前まで降板の事実を知らされておらず、番組中に号泣することとなった。
しらほしなつみ（4代目アシスタント）（第五十六夜 - 第八十夜）
第五十六夜～第八十夜まで出演。コスプレタレント。初登場時の初音ミクをはじめ、毎回アニメのコスプレをして出演していた。歴代アシスタントのうち最多出演回数を記録していたが、第八十夜出演中に岩崎と同じく番組中に降板を告知され、ゲスト出演していた5代目アシスタントの増田有華から花束を渡されて降板となった。この際しらほしは、第八十夜のゲストがMINMIと増田有華という異色の組み合わせであったことから、収録前から自身の降板と増田へのアシスタント交代を疑っており、楽屋で取り乱していたことを明かした。
増田有華（5代目アシスタント）（第八十夜 - 第百三十二夜）
アシスタントとしては第八十一夜から出演。番組初出演は、先代アシスタントのしらほしなつみの最終出演回となった第八十夜におけるゲスト出演である。
番組内での愛称「ペニー増田」は、髪型が男性器を彷彿とさせるというイジりから発展したもの。
第九十七夜は出演していた舞台があり、番組途中から出演。出演期間は歴代アシスタント最長で2年3ヶ月。

### イナズマロックフェス
- 2012年以降のイナズマロックフェス出張版では西川がほぼ不在になるため、MCとして以下のアーティストが加わる。

土屋礼央
2015年から3年連続MC。
MICRO
2016年から2年連続MC。

### ゲスト出演者
※配信回は正式には「第（漢数字）夜」表記だが、ここでは便宜的に「#（アラビア数字）」で表記する。
- #1　misono、高橋みなみ（AKB48）
- #2　SEAMO
- #3　徳山秀典
- #4　千紗（girl next door）、MICRO（HOME MADE 家族）
- #5　SHOGO（175R）、土屋礼央（RAG FAIR）、misono、ライセンス、綾小路翔（氣志團）
- #6　HOME MADE 家族
- #7　島谷ひとみ
- #8　DJ KAORI
- #9　マーティ・フリードマン
- #10　ET-KING（イトキン、TENN）
- #11　Berryz工房（徳永千奈美、清水佐紀、熊井友理奈）
- #12　AAA（日高光啓、末吉秀太）
- #13　松岡充（SOPHIA）
- #14　SCANDAL
- #15　NIGHTMARE（YOMI、柩）
- #16　PASSPO☆（根岸愛、森詩織、藤本有紀美）
- #17　風男塾（武器屋桃太郎、赤園虎次郎、流原蓮次）
- #18　VERBAL（m-flo）
- #19　√5（ぽこた、koma’n）
- #20　THE 野党
- #特別夜　フェアリーズ、平野綾
- #21　ViViD（シン、Ko-ki）
- #22　girl next door、YU-A
- #23　小野恵令奈
- #24　ベリキュー!（徳永千奈美、矢島舞美）
- #25　SHU-I（インソク、ヒョンジュン、ジンソク）
- #26　ソナーポケット、徳山秀典
- #27　青明寺浦正（風男塾）、三宅ひとみ（アイドリング!!!）、レナ（バニラビーンズ）
- #28　ゴールデンボンバー
- #29　BiS（プー・ルイ、ミチバヤシリオ、テラシマユフ）
- #30　綾小路翔（氣志團）、宮田和弥（JUN SKY WALKER(S)）
- #31　tetsuya（L'Arc〜en〜Ciel）
- #32　E-girls（Aya、中島美央）
- #33　JOKER（加藤和樹、伊達幸志）
- #34　Sea☆A
- #35　NIGHTMARE（YOMI、柩）
- #36　√5
- #37　武藤敬司
- #38　Base Ball Bear
- #39　布袋寅泰
- #40　アイドリング!!!（遠藤舞、橘ゆりか、大川藍）
- #41　ロケットマン
- #42　FLOW
- #43　逹瑯（MUCC）
- #44　VERBAL（m-flo）
- #45　飯窪春菜（モーニング娘。）、Berryz工房（徳永千奈美、清水佐紀）
- #特別夜2　℃-ute、堀江貴文
- #46　小野恵令奈
- #47　仙台貨物（イガグリ千葉、フルフェイス）
- #48　スキマスイッチ
- #49　青山テルマ
- #50　アイドリング!!!（河村唯、酒井瞳）、仙石みなみ（アップアップガールズ（仮））、瀬斗光黄（風男塾）
- #51　AKINA
- #52　LoVendoЯ
- #53　ET-KING、三浦マイルド、 キンタロー。
- #54　BiS（[プー・ルイ、ヒラノノゾミ、テンテンコ、カミヤサキ、ファーストサマーウイカ）
- #55　河村隆一（LUNA SEA）
- #56　THE ポッシボー
- #57　水樹奈々
- #58　アフィリア・サーガ（コヒメ・リト・プッチ、ミク・ドール・シャルロット）
- #59　ソナーポケット
- #60　SUPER☆GiRLS（志村理佳、宮崎理奈、荒井玲良）
- #61　藍井エイル
- #62　清春（黒夢）
- #63　Berryz工房（徳永千奈美、清水佐紀、熊井友理奈）
- #64　武藤敬司、真田聖也、AKIRA
- #65　9nine（佐武宇綺、西脇彩華、川島海荷、吉井香奈恵）
- #66　アップアップガールズ（仮）（仙石みなみ、古川小夏、森咲樹、佐藤綾乃、佐保明梨）
- #67　神聖かまってちゃん (mono、ちばぎん、みさこ）
- #68　秦基博
- #69　J（LUNA SEA）
- #70　遠藤舞
- #71　BUCK-TICK（櫻井敦司、今井寿）
- #72　Base Ball Bear
- #73　LoVendoЯ
- #74　アイドリング!!!（河村唯、橘ゆりか）、アップアップガールズ（仮）（古川小夏、佐藤綾乃）、風男塾（青明寺浦正、雪村涼真）
- #特別夜3　相川七瀬、吉村由美（PUFFY）、遠藤舞、でんぱ組.inc
- #75　NMB48（山本彩、渡辺美優紀、山田菜々、白間美瑠、上西恵)、松崎しげる
- #76　土屋礼央（TTRE）、AKIRA
- #77　MAX
- #78　May J.
- #79　中川翔子
- #80　MINMI、増田有華
- #81　misono
- #82　℃-ute（矢島舞美、中島早貴、岡井千聖、萩原舞）
- #83　舞台『ヴァンパイア騎士』出演者（AKIRA、ルウト、喜屋武ちあき、oni、松本愛、荻野可鈴）
- #84　Cheeky Parade（関根優那、渡辺亜紗美）、GEM（金澤有希、森岡悠）
- #85　PASSPO☆（奥仲麻琴・玉井杏奈・森詩織）
- #特別夜4　お正月は初詣生中継スペシャル　ゲッターズ飯田
- #86　Berryz工房
- #87　でんぱ組.inc（相沢梨紗、古川未鈴、最上もが、成瀬瑛美）
- #88　SKY-HI
- #89　SUPER☆GiRLS（志村理佳、渡邉ひかる、宮崎理奈、勝田梨乃、荒井玲良）
- #90　アイドリング!!!（外岡えりか、酒井瞳、朝日奈央）
- #91　ベイビーレイズJAPAN（大矢梨華子、傳谷英里香、林愛夏、高見奈央）
- #92　藍井エイル
- #93　Juice=Juice（宮崎由加、金澤朋子、高木紗友希）
- #94　UNISON SQUARE GARDEN（斎藤宏介）
- #95　9nine
- #96　『T.M.R. LIVE REVOLUTION '15 -天-』バンドメンバー（柴崎浩、IKUO、菰口雄矢、山崎慶）
- #97　つるの剛士、Signal
- #98　LoVendoЯ
- #99　SUPER☆GiRLS（志村理佳、荒井玲良）
- #100　LoVendoЯ（田中れいな、岡田万里奈）、カントリー・ガールズ（嗣永桃子）、須藤茉麻、SUPER☆GiRLS（志村理佳、荒井玲良）、チャオ ベッラ チンクエッティ（岡田ロビン翔子、橋本愛奈）、Cheeky Parade（関根優那、鈴木友梨耶）、GEM（金澤有希、森岡悠）、ベイビーレイズJAPAN（大矢梨華子、高見奈央）、松崎しげる
- #101　J（LUNA SEA）
- #102　Doll☆Elements
- #103　Base Ball Bear
- #104　i☆Ris
- #105　グッドモーニングアメリカ
- #106　宮田和弥（JUN SKY WALKER(S)）
- #107　藤巻亮太（レミオロメン）
- #108　ソナーポケット
- #109　FLOW
- #110　BiSH（モモコグミカンパニー、ハグ・ミィ、リンリン）
- #111　LoVendoЯ
- #112　NIGHTMARE（YOMI、柩）
- #113　清春（黒夢）
- #114　チャオ ベッラ チンクエッティ
- #115　AOA
- #116　THE HOOPERS
- #117　livetune+
- #118　9nine
- #119　Skoop On Somebody
- #120　ファンキー加藤
- #121　アルスマグナ
- #122　GARNiDELiA
- #123　大島こうすけ
- #124　TETSUYA、上木彩矢
- #125　妄想キャリブレーション、ベイビーレイズJAPAN
- #126　ねごと
- #127　HOME MADE 家族
- #128　NICO Touches the Walls
- #129　でんぱ組.inc (古川未鈴、成瀬瑛美、藤咲彩音)  グッドモーニングアメリカ(渡邊幸一、たなしん、ペギ)
- #130　SEAMO
- #131　INORAN（LUNA SEA）
- #132　東京パフォーマンスドール、光宗薫
- #133　三戸なつめ
- #134　J（LUNA SEA）
- #135　バンドじゃないもん!
- #136　Hilcrhyme
- #137　増田有華
- #138　LULU X
- #139　lynch.
- #140　cali≠gari（桜井青、村井研次郎）
- #141　HISASHI（GLAY）
- #142　ベッド・イン
- #143　THE RAMPAGE from EXILE TRIBE
- #144　KEYTALK
- イナズマロックフェス2017出張版DAY1

## レギュラーコーナー
質問コーナー
ネタ投稿コーナー。「リスナーからの質問」という体の下、実際にはありえないであろう経験をさも普通に尋ねるメールを紹介する（本当の質問メールは、ゲストトークの中で紹介される）。
当日のゲストの経歴を紹介した後、そのゲスト宛ての質問の「悪い例」として紹介されることが多い。例外的に第2回では冒頭に「前回のメール」として第1回のゲストであるmisonoと高橋みなみ宛て、第19回では新アシスタントだった遠藤宛てにメールが読まれた。
苦情コーナー
ネタ投稿コーナー。「より良い番組作りのために苦情を受け付ける」という体の下、実際には不可能なことや非現実的な内容、言いがかりレベルの内容等のメールを紹介する。 FAXの募集を執拗に要求する「ファクサー」、しゃもじは男性の臀部を叩く為のものと主張する「しゃもじスパンカー」など、複数のリスナーの間でシリーズ化されたものもあった。
本配信では第18回を最後に行われていないが、2014年4月10日からニコニコチャンネル『西川貴教のウラノミ!!』にて復活。
TOKYO meteorite BOYZ オーディション
西川が初めてプロデュースを行うためのメンバーを募集する企画。当初はネタコーナー化していたが、第19回でオーディション名が正式決定して以降、写真や映像の選考も行われ、本格化していった。しかし第31回を最後に続報がなく、自然消滅したかたちとなっている。

## スタッフ
- 構成：石川昭人、ホンマ（本間俊彦）、ぶるんぶるん平田
- フロアディレクター：宮尾仁実（ドワンゴ）
- 演出：川崎亮（ドワンゴ）
- 制作：ドワンゴ